# Ford Sierra
O Ford Sierra é um automóvel de grande porte, fabricado pela Ford na Europa, entre 1982 a 1993. Foi projetado e desenhado por Uwe Bahnsen, Robert Lutz e Patrick le Quément.
Revelados pela primeira vez em 22 de setembro de 1982 e com as vendas começando em 15 de Outubro de 1982, que substituiu o Ford Cortina. Seu estilo aerodinâmico estava à frente de seu tempo e, como tal, muitos compradores conservadores (incluindo os condutores de automóveis da empresa) não tomou carinhosamente a substituição do Ford Cortina.
Possivelmente por esta razão (e do fato de que o menor Escort estava gostando de um aumento nas vendas durante os anos 1980), e à falta inicial de um variante, foi principalmente fabricados na Alemanha, Bélgica e Reino Unido, embora Sierras foram também montados na Argentina, Venezuela, África do Sul e Nova Zelândia.
O Sierra foi o carro do ano na Irlanda em 1983.
O veículo Ford primeiro a ter o novo e ousado estilo visual "aero", foi o 1981 Ford Probe III carro-conceito. A boa recepção este recebeu incentivado a gestão de Ford a ir em frente com um carro de produção com estilo quase como um desafio.
Em setembro de 1981, que tinha sido confirmado que a substituição da Cortina - ainda a um ano. Seria comercializado como o Sierra.
As características aerodinâmicas do Sierra foram desenvolvidas a partir daqueles vistos pela primeira vez no Escort Mark III - a "Aeroback" foi capaz de reduzir o coeficiente de arrasto da carroceria significativamente, o que era um líder na sua classe CX 0,34 aquando do seu lançamento, embora não tão bom quanto o CX 0,22 da Ford Probe, visualmente semelhantes carro conceito III do ano anterior, e também por trás da atual terceira geração Audi 100, que foi inaugurada no mesmo ano - o primeiro carro de produção a começar abaixo do CX 0,30 barreira com um número impressionante de CX 0,28. O estilo aerodinâmico do Sierra viria a ser visto na América do Norte do Ford Taurus.
As vendas foram as no início - a situação está sendo agravada pelo desconto pesado pelos concessionários Ford Cortina de estoque excedente em 1983.  Foi mais tarde na vida do Sierra de que o estilo começou a pagar, dez anos após a sua introdução, o estilo do Sierra não foi tão ultrapassada como seus contemporâneos, apesar de todos os principais concorrentes eram projetos mais recentes, embora o Serra tivesse sido mexido em vários ocasiões. Como outros fabricantes adotado estilo aerodinâmico semelhante, o Sierra parecia mais normal.
No seu lançamento, algumas de estilo externa do Sierra era diferente dependendo da especificação. O XR4i tinha uma extremidade dianteira idêntico ao Ghia, a barra de para-choques, que era ligeiramente diferente.

## Motorização
- 1.3L I4 OHC: 1294 cc, 60 cv (disponível na versão padrão)
- 1.6L I4 OHC: 1593 cc, 75 cv (disponível na versão padrão)
- 2.0L I4 OHC: 1998 cc, 105 cv
- 1.8L I4 OHC: 90 cv (1984)
- 2.0L I4 OHC: 113 cv, com injeção de combustível (1985)
- 1.8 I4 OHC: 90 cv (CVH) (1989)
- 1.8 I4 TD: 75 cv (Endura-D) (1989)
- 2.0 I4 DOHC: 1998 cc, 123 cv (1989)
- 2.0 I4 DOHC twin cam: 1998 cc, 135 cv (1989)
- 2.3 V6: 2294 cc, 112 cv
- 2.3 I4 D: 2304 cc, 70 cv
- 2.8i V6: 2792 cc, 148 cv (XR4i) (1983)
- 2.9i V6: 2935 cc, 155 cv (XR4x4) (1987)
- RS Cosworth Turbo: 1993 cc, 220 cv (1986)